# جاك بيردو
جاك بيردو (بالإنجليزية: Jack Purdue)‏ هو لاعب كرة قدم بريطاني في مركز الوسط، ولد في 20 نوفمبر 1999 في غرينوك في المملكة المتحدة. لعب مع نادي غرينوك مورتون.

## وصلات خارجية
- جاك بيردو على موقع قاعدة بيانات كرة القدم.إي يو (الإنجليزية)
- جاك بيردو على موقع Soccerbase.com (لاعب) (الإنجليزية)